# Electrotel
Electrotel Alexandria este o companie producătoare de echipamente pentru distribuția electricității din România.
Acționarul principal al companiei este Valeriu Velciu împreună cu Unicapital, cu 89,91% din titlurile emise.